# Dennis Erickson
Dennis Brian Erickson, född 24 mars 1947, är en före detta amerikansk fotbollscoach som senast agerade som tränare för Salt Lake Stallions i Alliance of American Football. Han har också varit huvudtränare för University of Idaho, University of Wyoming, Washington State University, University of Miami, Oregon State University och Arizona State University.
Erickson var även huvudtränare för två lag i National Football League, Seattle Seahawks och San Francisco 49ers.
Erickson drog sig tillbaka från tränaryrket den 30 december 2016 efter 47 år som tränare.